# Zora Plešnar
Zora Plešnar (30. června 1925, Maribor – 24. března 2021) byla slovinská fotografka. Za své práce získala více než 100 ocenění a měla řadu výstav. Byla považována za nejvýznamnější slovinskou fotografku 70. a 80. let 20. století. Její tvorba je součástí sbírky Moderní galerie v Záhřebu.